# Obergaisberg
Obergaisberg ist eine Ortschaft in der Katastralgemeinde Innernstein in der Marktgemeinde Münzbach im Bezirk Perg in Oberösterreich.

## Geografie
Die Ortschaft befindet sich im Südosten der Katastralgemeinde Innernstein und grenzt innerhalb dieser im Norden an die Ortschaft Innernstein und im Südosten an die Ortschaft Untergaisberg. Im Osten grenzt auch der in der Katastralgemeinde Kreuzen in der Marktgemeinde Bad Kreuzen gelegene Teil der Ortschaft Innernstein an Obergaisberg. Im Westen reichen die Ortschaften Pilgram und Mollnegg in der ebenfalls zur Marktgemeinde Münzbach zählenden Katastralgemeinde Münzbach an die Ortschaft heran. Im Südwesten berührt Obergaisberg die Ortschaft Roisenberg in der Katastralgemeinde Puchberg im Machland I in der Gemeinde Arbing und im Süden die Ortschaft Hehenberg in der Katastralgemeinde Puchberg im Machland II in der Marktgemeinde Baumgartenberg.
Obergaisberg gehört zur oberösterreichischen Raumeinheit Aist-Naarn-Kuppenland.
Die Höhenangaben innerhalb der aus zerstreuten Häusern bestehenden Ortschaft bewegen sich zwischen 455 m ü. A.in der Nähe des Bauernhofes Holzer und 376 m ü. A. in der Nähe des Bauernhofes Schörgenhuber.

## Kleindenkmale
In der Ortschaft befinden sich einige Kleindenkmäler:
- Vornwagner-Kapelle: eine ältere Kapelle wurde 1989 anlässlich der Errichtung eines Güterweges abgetragen. Eine neue Kapelle wurde 1991/92 in der Nähe gebaut und enthält eine Marienstatue.
- Kronegger-Bildstock: Der Kapellenbildstock steht am früheren Kirchenweg und enthält eine Marienstatue mit dem Jesuskind aus Gips.
- Marterl beim Hirschenlehner Milchbankerl: Das Marterl aus dunklem Granit enthält ein Relief des Antlitzes Christi und erinnert an einen Unfall im Jahr 1957.
- Vornwankner-Kapelle: Mit der Kapelle wurde 1951 der Rückkehr von sechs Kindern aus dem Zweiten Weltkrieg errichtet und enthält eine Fatimastatue. Die Kapelle wurde 1992 saniert.
- Leeb-Kapelle: Die 1989 an der Stelle einer im 19. Jahrhundert gebauten Kapelle errichteten neue Kapelle enthält Statuen von Josef mit Kind, Herz-Jesu, heiliger Antonius und eine Lourdesstatue, weiters ein Abendmahlsbild.
- Kapelle beim Obergaisberger: Die Kapelle wurde 1907 oder 1914 erbaut und enthält mehrere Öldrucke und Bilder und wurde im Jahr 2000/01 restauriert.
- Bildstock beim Schörgenhuber: Die Nischenblocksäule wurde 2003 gesegnet.